# Lobidiopteryx ecrinita
Lobidiopteryx ecrinita är en fjärilsart som beskrevs av Claude Herbulot 1963. Lobidiopteryx ecrinita ingår i släktet Lobidiopteryx och familjen mätare. Inga underarter finns listade i Catalogue of Life.